# 패트릭 존슨 (배우)
패트릭 존슨(Patrick Johnson, 1993년 2월 19일 ~ )은 미국의 배우이다.